# Seattle Seahawks
O Seattle Seahawks são uma franquia profissional de futebol americano sediada em Seattle, Washington. Os Seahawks competem na National Football League (NFL) como um membro da NFC West. Eles se juntaram a NFL em 1976 como uma equipe de expansão. Desde 2002, eles jogam em casa no Lumen Field (antigamente conhecido como Qwest Field ou CenturyLink Field), localizado ao sul do centro de Seattle. Eles já jogaram em casa no Kingdome (1976-1999) e Husky Stadium (1994, 2000-2001).
Os fãs dos Seahawks são referidos coletivamente como "12th Man", "12th Fan" ou "12s". Os fãs dos Seahawks marcaram duas vezes o Recorde Mundial do Guinness de maior barulho da platéia em um evento esportivo, registrando 136,6 decibéis durante um jogo contra o San Francisco 49ers em setembro de 2013 e mais tarde eles tiveram 137,6 dB contra o New Orleans Saints.
Os Seahawks são a única franquia da NFL baseada na região Noroeste do Pacífico e assim atraem o apoio de uma ampla área geográfica, incluindo algumas partes de Oregon, Montana, Idaho e Alasca, bem como fãs canadenses em Columbia Britânica, Alberta e Saskatchewan.
Os Seahawks ganharam 10 títulos de divisão e três títulos de conferência. Eles são o único time que jogou nas finais da AFC e da NFC. Eles apareceram em três Super Bowls: perdendo de 21-10 para o Pittsburgh Steelers no Super Bowl XL, ganhando do Denver Broncos por 43-8 no Super Bowl XLVIII e perdendo de 28-24 para o New England Patriots no Super Bowl XLIX. Atualmente o time é treinado por Mike Macdonald.

## História

### 1976-1982: Era da expansão
De acordo com uma das partes acordadas da fusão AFL-NFL de 1970, a NFL começou a planejar a expansão de 26 para 28 equipes. Em junho de 1972, a Seattle Professional Football Inc., um grupo de líderes empresariais e comunitários de Seattle, anunciou sua intenção de adquirir uma franquia da NFL para a cidade de Seattle. Em junho de 1974, a NFL deu à cidade uma franquia de expansão. Naquele dezembro, o comissário da NFL, Pete Rozelle, anunciou a assinatura oficial do contrato de franquia por Lloyd W. Nordstrom, representando a família Nordstrom como sócios majoritários do consórcio.
Em março de 1975, John Thompson, ex-diretor executivo do NFL Management Council e ex-executivo do Washington Huskies, foi contratado como gerente geral da nova equipe. O nome Seattle Seahawks ("Seahawk" é outro nome para Osprey) foi selecionado em 17 de junho de 1975, após uma competição pública de nomeação, que atraiu mais de 20.000 participantes e mais de 1.700 nomes.
Thompson recrutou e contratou Jack Patera, um assistente técnico do Minnesota Vikings, para ser o primeiro treinador dos Seahawks; a contratação foi anunciada em 3 de janeiro de 1976. O projeto de expansão foi realizado de 30 a 31 de março de 1976, com Seattle e o Tampa Bay Buccaneers alternando as rodadas para a seleção de jogadores desprotegidos das outras 26 equipes da liga. Os Seahawks foram premiado com a 2ª escolha geral no Draft de 1976, uma escolha que eles usaram no tackle defensivo Steve Niehaus. A equipe entrou em campo pela primeira vez em 1 de agosto de 1976 em um jogo de pré-temporada contra o San Francisco 49ers no então recém-inaugurado Kingdome.

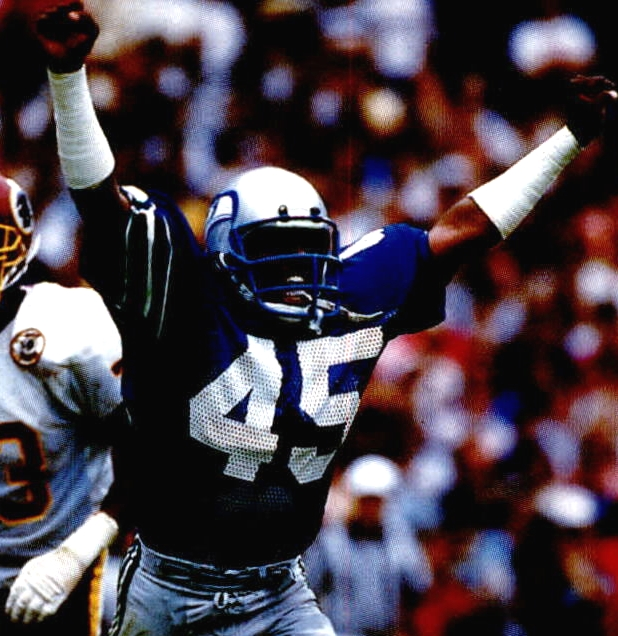
Kenny Easley, líder da unidade defensiva de Seattle na década de 1980, foi um dos principais defensores da NFL e um dos maiores jogadores de todos os tempos dos Seahawks.

Os Seahawks são a única equipe da NFL a trocar conferências duas vezes na era pós-fusão. A franquia começou em 1976 no já mencionado NFC West, mas trocou conferências com os Buccaneers após uma temporada e se juntou à AFC West. Esse realinhamento foi ditado pela liga como parte do plano de expansão de 1976, de modo que ambas as equipes de expansão pudessem jogar contra duas vezes e contra todas as outras franquias da NFL uma vez (as que estavam em sua conferência na época) durante suas duas primeiras temporadas. Os Seahawks venceu ambos os jogos contra os Buccaneers em suas duas primeiras temporadas, a primeira das quais foi a primeira vitória dos Seahawks em temporada regular.

### 1983-1991: Era Chuck Knox
Em 1983, os Seahawks contrataram Chuck Knox como treinador principal. Terminando com um recorde de 9-7, os Seahawks fizeram sua primeira aparição na pós-temporada, derrotando o Denver Broncos no Wild Card, e depois o Miami Dolphins, antes de perder na Final da AFC para o eventual campeão do Super Bowl, Los Angeles Raiders. Na temporada seguinte, os Seahawks tiveram sua melhor temporada antes de 2005, terminando com um recorde de 12-4. Knox ganhou o prêmio de Treinador do Ano da NFL.
Em 1988, Ken Behring e seu sócio Ken Hofmann compraram a equipe por US $ 79 milhões ou US $ 99 milhões (ambos os números foram divulgados). Os Seahawks conquistaram seu primeiro título da divisão em 1988, mas de 1989 a 1998 tiveram recordes ruins; seu melhor recorde nesse período veio em 1990, quando a equipe terminou em 9-7, e o ponto mais baixo veio em 1992, quando a equipe terminou com seu pior recorde na história da equipe, 2-14.

### Era dos anos 90
Em 1996, Behring e Hoffman transferiram as operações da equipe para Anaheim, na Califórnia, um movimento amplamente criticado, embora a equipe continuasse a jogar em Seattle. A equipe quase se mudou e estava em processo de falência por um curto período. A NFL ameaçou Behring com multa de US $ 500 mil por dia se ele não transferisse as operações da equipe para Seattle; Com isso, Behring e Hoffman venderam a equipe para o co-fundador da Microsoft, Paul Allen, em 1997, por US $ 200 milhões.
Em 1999, Mike Holmgren foi contratado como treinador principal, ele treinaria a equipe durante 10 temporadas. Os Seahawks venceram seu segundo título de divisão em 1999 mas perderam no wild card para o Miami Dolphins por 20-17.

### 1999-2008: Era Mike Holmgren
Em 2002, os Seahawks retornaram à NFC West como parte de um plano de realinhamento da NFL que dava a cada conferência quatro divisões balanceadas de quatro equipes cada. Esse realinhamento restaurou a AFC West em sua lista inicial de pós-fusão de equipes originais da AFL com: Denver Broncos, San Diego Chargers, Kansas City Chiefs e Oakland Raiders. Nesse mesmo ano, a equipe inaugurou seu novo estádio, o Seahawks Stadium, depois de passar as duas últimas temporadas no Husky Stadium após a implosão do Kingdome em 2000.

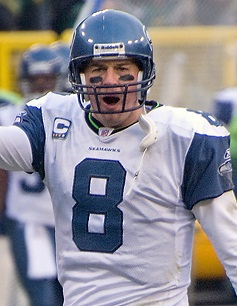
Matt Hasselbeck jogou foi o quarterback dos Seahawks de 2001 a 2010 e levou o time a seis aparições na pós-temporada e uma aparição no Super Bowl.

Na temporada de 2005, os Seahawks tiveram sua melhor temporada na história da franquia (um feito que mais tarde seria igualado em 2013) com um recorde de 13-3, que incluiu uma goleada de 42-0 em cima do Philadelphia Eagles em 5 de dezembro, um jogo referido como o "Massacre de segunda-feira à noite".
Eles venceram a NFC Championship Game em 2005, mas perderam no Super Bowl XL contra o Pittsburgh Steelers. A derrota foi controversa; A NFL Films tem o Super Bowl XL no número 8 em sua lista dos dez jogos com chamadas controversas da arbitragem. O árbitro, Bill Leavy, admitiu mais tarde que errou em chamadas que alteraram o jogo.
Antes de 2005, Seattle teve a mais longa seca de vitórias nos playoffs de qualquer time da NFL, desde a temporada de 1984. Essa seca terminou com uma vitória de 20-10 sobre o Washington Redskins nos playoffs de 2005.

### 2009: única temporada de Jim Mora
Na temporada de 2009 da NFL, os Seahawks terminaram em 3º na NFC West com um recorde de 5-11. Pouco depois de sua primeira temporada completa como treinador dos Seahawks, o treinador Jim L. Mora foi demitido em 8 de janeiro de 2010.
Mora foi substituído pelo ex-treinador de futebol de USC, Pete Carroll. Pouco tempo depois, Mora tornou-se o treinador principal do time de futebol americano da UCLA.

### 2010–Presente: Era Pete Carroll
Na temporada de 2010 da NFL, os Seahawks fizeram história ao entrar nos playoffs apesar de ter um recorde de 7-9. Eles tiveram o melhor recorde em uma divisão cheia de equipes com temporadas perdedoras (Rams 7–9, 49ers 6–10, Cardinals 5–11). Nos playoffs, os Seahawks venceram em seu primeiro jogo contra os campeões do Super Bowl XLIV, o New Orleans Saints, 41-36. Os Seahawks fizeram ainda mais história durante o jogo com a corrida de 67 jardas de Marshawn Lynch, quebrando 7 ou mais tackles, para garantir a vitória. Após a corrida, os fãs reagiram tão alto que um pequeno terremoto (um pouco acima de 2 na Escala Richter) foi registrado por equipamento sísmico ao redor de Seattle e foi apelidado de "Beast Quake". Os Seahawks perderam para os Bears no seu Divisional Round, 35-24.

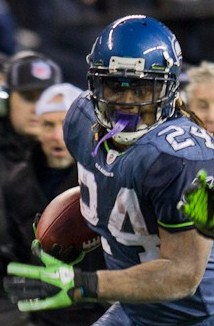
Marshawn Lynch marcou em um touchdown de 67 jardas no Wild Card contra o New Orleans Saints em 2011.

A temporada de 2012 incluiu grandes vitórias sobre o Green Bay Packers, o New England Patriots e o San Francisco 49ers. Na Rodada do Wild Card, os Seahawks superaram um déficit de 14 pontos para derrotar os Washington Redskins, 24-14. Esta foi a primeira vez desde a Rodada Divisional de 1983 que os Seahawks venceram um jogo de playoffs fora de casa.
No entanto, no Divisional Round, a superação de um déficit de 20 pontos no quarto quarto não seria suficiente para derrotar o Atlanta Falcons, 30-28. O QB Russell Wilson ganhou o prêmio Pepsi Max Novato do Ano de 2012.

#### 2013-2015
Na temporada de 2013 da NFL, os Seahawks continuaram em alta desde a temporada anterior, terminando empatados com o Denver Broncos por um recorde de 13-3 como o melhor recorde da temporada regular da NFL.
Seis jogadores dos Seahawks foram nomeados para o Pro Bowl: o quarterback Russell Wilson, o center Max Unger, o running back Marshawn Lynch, o cornerback Richard Sherman, o safety Earl Thomas e a strong safety Kam Chancellor.
No entanto, nenhum deles conseguiu jogar no Pro Bowl, já que o Seahawks venceu o New Orleans Saints por 23-15 e o San Francisco 49ers por 23-17, nos playoffs para avançar para o Super Bowl XLVIII contra o Denver Broncos. Em 2 de fevereiro de 2014, os Seahawks venceram o primeiro Super Bowl da franquia, derrotando Denver por 43-8. O desempenho de defesa dos Seahawks em 2013 foi aclamado como um dos melhores da era do Super Bowl.
Na temporada seguinte, Seattle avançou para o Super Bowl XLIX, seu segundo Super Bowl consecutivo, mas eles foram destronados de seu título pelo New England Patriots por 28-24.
Eles começaram devagar na temporada de 2015, mas terminaram o ano com um recorde de 10-6, conquistando uma vaga de wild card. Eles bateram o Minnesota Vikings por 10-9 para avançar para o Divisional Round. Contra Carolina, eles perderam por 31-24.

## Rivalidades

### San Francisco 49ers
Mais recentemente, os Seahawks e o San Francisco 49ers começaram a desenvolver uma rivalidade, começando com a contratação do treinador Jim Harbaugh na temporada de 2011. Harbaugh havia trabalhado como técnico rival de Pete Carroll no Futebol americano universitário. Os 49ers venceu o primeiro confronto entre os treinadores no nível da NFL e, em seguida, passou a vencer um jogo no CenturyLink Field para eliminar os Seahawks da disputa dos playoffs.
Os Seahawks lideram a série de todos os tempo por 25-15.

### Carolina Panthers
Os Seahawks desenvolveram uma rivalidade com o Carolina Panthers. As duas equipes se enfrentaram nos playoffs da NFL três vezes: durante o NFC Championship Game de 2005, que Seattle venceu por 34-14; no Divisional Round de 2014, que os Seahawks ganharam por 31-17; e no Divisional Round de 2015, que os Panthers venceram entre 31-24.
Os Seahawks lideram a série de todos os tempos por 9-4.

### Denver Broncos
Da década de 1980 ao realinhamento da liga em 2002, o Denver Broncos foi um grande rival dos Seahawks. Com John Elway, os Broncos foram uma das melhores equipas da NFL, com um total de 200-124-1, e tiveram um recorde de 32-18 contra os Seahawks. Desde 2002, Seattle venceu duas das quatro reuniões interconferenciais, e as equipes se encontraram no Super Bowl XLVIII em 2 de fevereiro de 2014, onde o Seahawks venceu por 43-8.
Os Broncos lideram a série de todos os tempos por 35-21.

## Aparições no Super Bowl

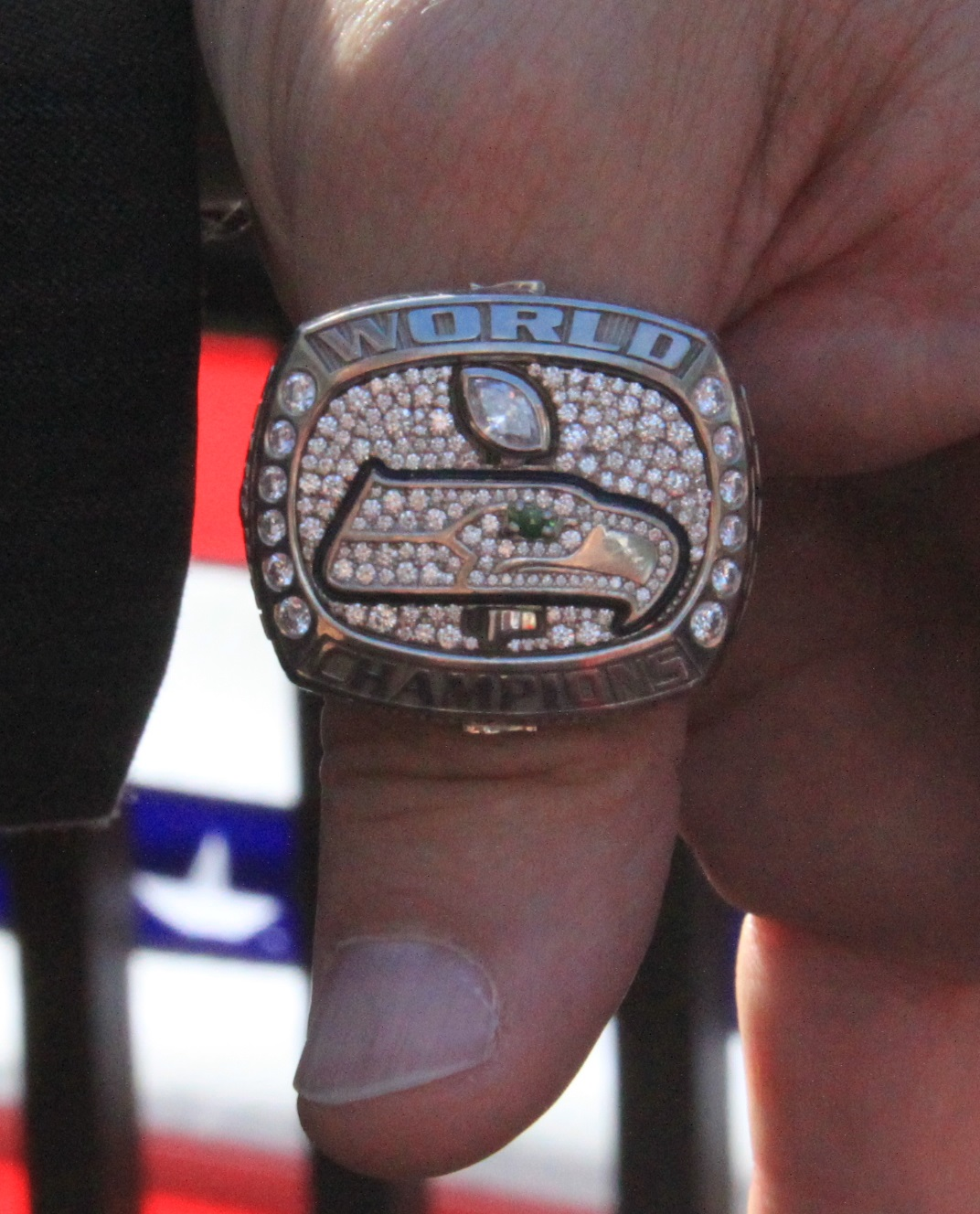
Anel de campeão dos Seahawks de 2013

| Temporada | Super Bowl | Treinador     | Local                       | Estádio                       | Oponente             | Placar  | Recorde |
| --------- | ---------- | ------------- | --------------------------- | ----------------------------- | -------------------- | ------- | ------- |
| 2005      | XL         | Mike Holmgren | Detroit                     | Ford Field                    | Pittsburgh Steelers  | L 10–21 | 15–4    |
| 2013      | XLVIII     | Pete Carroll  | East Rutherford, New Jersey | MetLife Stadium               | Denver Broncos       | W 43–8  | 16–3    |
| 2014      | XLIX       | Pete Carroll  | Glendale, Arizona           | University of Phoenix Stadium | New England Patriots | L 24–28 | 14–5    |

## Sede e campos de treinamento
Durante as primeiras dez temporadas dos Seahawks (1976-1985), a sede da equipe foi em Kirkland, no extremo sul de Lake Washington Shipyard (agora Carillon Point), às margens do lago Washington. Os campos de treinamento de verão foram realizados em Eastern Washington University, em Cheney, a sudoeste de Spokane.
Quando a nova sede da equipe do outro lado da cidade de Kirkland foi concluída em 1986, os Seahawks realizaram o treinamento em casa pelas próximas onze temporadas (1986-96), permanecendo nos dormitórios do Northwest College adjacente. Na terceira temporada de Dennis Erickson como treinador principal, a equipe retornou para Cheney em 1997, onde realizou o treinamento até 2006. Em 2007, o campo de treinamento retornou às suas instalações de Kirkland, devido China Bowl que foi mais tarde cancelado.
Em 2008, os Seahawks realizaram as primeiras três semanas de acampamento em Kirkland, em seguida mudaram-se para o novo Centro de Atletismo Virginia Mason de 19 acres em 18 de agosto para a última semana do campo de treinamento. A nova instalação, adjacente ao Lago Washington, em Renton, possui quatro campos: três gramados naturais ao ar livre e um de FieldTurf.

## Logos e uniformes
Quando o Seahawks estreou em 1976, o logo da equipe era uma cabeça estilizada de real e verde baseada na arte da Costa Noroeste. O capacete e as calças eram prata, enquanto as camisas eram azuis com listras de manga branca e verde e numerais e nomes brancos. A camisa alternativa era branca, com listras de manga brancas, azuis e verdes e tinha numerais e nomes azuis. As meias eram azuis e tinham o mesmo padrão de listras verdes e brancas vistas nas camisas azuis. Sapatos pretos foram usados nas primeiras quatro temporadas, uma das poucas equipes da NFL que o fizeram no final dos anos 70, numa época em que a maioria das equipes usava sapatos brancos. Eles mudariam para sapatos brancos em 1980.
Em 1983, coincidindo com a chegada de Chuck Knox como treinador principal, os uniformes foram atualizados ligeiramente. A faixa nos braços agora incorporava o logotipo do Seahawks, e os números da TV, anteriormente localizados nas mangas, foram movidos para os ombros. As máscaras do capacete mudaram de cinza para azul. Além disso, as meias ficaram azul no topo e brancas no fundo.
Em 1994, o ano do 75º aniversário da NFL, os Seahawks mudaram o estilo de sua numeração para algo mais adequado para a equipe. Naquele mesmo ano, os Seahawks usavam uma camisa vintage para jogos selecionados que se assemelhavam aos uniformes de 1976-82. No entanto, as máscaras do capacete permaneceram azuis. Os logotipos também foram costurados em vez de serem impressos.

Em 1º de março de 2002, para coincidir com a mudança da equipe para a NFC e a inauguração do Seahawks Stadium (que mais tarde seria renomeado como Qwest Field e depois de CenturyLink Field e Lumen Field), tanto o logotipo quanto os uniformes foram fortemente redesenhados. O Wordmark foi projetado por Mark Verlander e o logotipo foi projetado pela equipe de design interna da NFL Properties. As cores foram modificadas para um "Seahawks Blue", um "Seahawks Navy" mais escuro e uma tubulação verde-limão. Os capacetes também foram mudados de prata para a cor mais clara "Seahawks Blue" depois que uma pesquisa de fã foi conduzida. A arte do logotipo também foi sutilmente alterada, com uma sobrancelha arqueada sugerindo um pássaro de aparência mais agressiva.

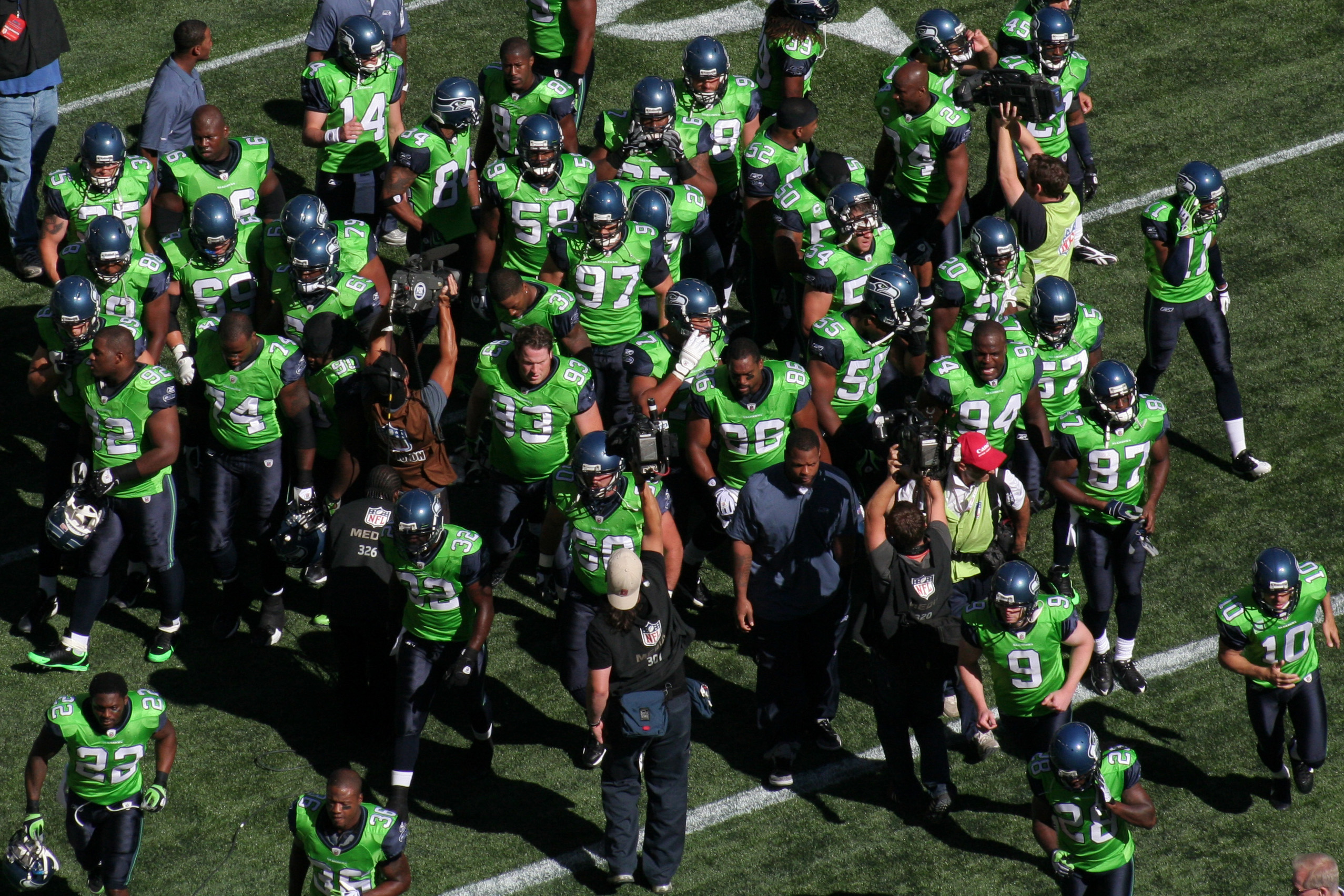
Jogadores dos Seahawks vestindo camisetas verdes em 2009.

Em 27 de setembro de 2009, os Seahawks usaram pela primeira vez camisetas verde-limão, combinadas com novas calças azuis-escuras em um jogo contra o Chicago Bears. As camisas combinaram com sua nova equipe irmã, o Seattle Sounders da Major League Soccer, que vestia camisas verdes com calças azuis. Em dezembro de 2009, o então técnico Jim Mora anunciou que as novas camisetas estavam sendo retiradas porque a equipe não venceu, porque ele gostou mais da camisa azul padrão e acrescentou que a camisa de casa é a melhor combinação para a equipe. Para a temporada de 2010, Seattle voltou para o tradicional.

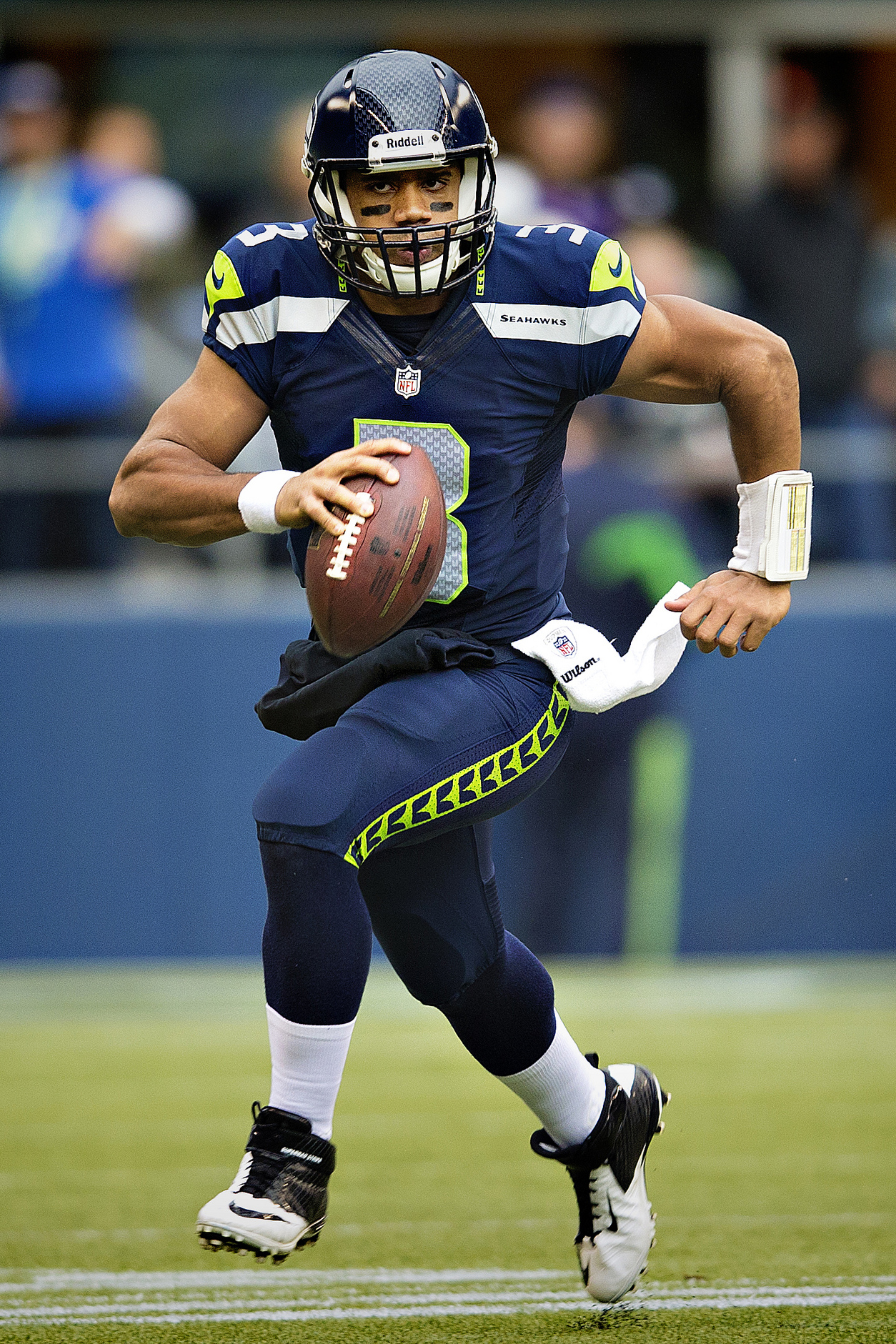
Russell Wilson usando o atual uniforme dos Seahawks.

Em 3 de abril de 2012, a Nike, que assumiu como fornecedora oficial uniforme da liga, revelou novos uniformes e logomarcas para os Seahawks para a temporada de 2012. Os novos designs incorporam uma nova cor de destaque, "Wolf Grey", e as cores principais são "College Navy" e "Action Green". Os Seahawks têm três cores de camisas diferentes: azul marinho, branco e uma camisa cinza alternativa. Os Seahawks terão três calças diferentes: azul-marinho com penas verdes, cinza com penas azul-marinho e branco com penas azul-marinho. Ao todo, existem nove (9) combinações uniformes possíveis.

## Recordes

### Recordes em uma temporadas
Passando
- Jardas passadas: 4,219 – Russell Wilson (2016)
- Passes para touchdowns: 35 – Russell Wilson (2018)
- Passes completados: 353 – Russell Wilson (2016)
- Passes tentados: 562 – Matt Hasselbeck (2007)
- Passe mais longo completo: 90 jardas – Seneca Wallace (2008)

Correndo
- Jardas terrestres: 1,880 – Shaun Alexander (2005)
- Corridas: 370 – Shaun Alexander (2005)
- Touchdowns terrestres: 27 – Shaun Alexander (2005)
- Mais longa corrida: 88 jardas – Shaun Alexander (2001 e 2005)
- Jardas terrestres por jogo: 117,5 jardas – Shaun Alexander (2005)

Recebendo
- Recepções: 94 – Doug Baldwin (2016) e Bobby Engram (2007)
- Jardas recebidas: 1,287 – Steve Largent (1985)
- Touchdowns recebidos: 14 – Doug Baldwin (2015)

Retornos
- Mais retornos de Punt: 58 – Nate Burleson (2007)
- Mais longo punt retornado: 94 jardas – Nate Burleson (2007) e Charlie Rogers (1999)
- Mais longo kickoff retornado: 105 jardas – Tyler Lockett (2015)

Chutes
- Field goals: 34 – Todd Peterson (1999)
- Extra Points convertidos: 56 – Josh Brown (2005)
- Punts: 108 – Rick Tuten (1992)
- Jardas no Punt: 4,760 – Rick Tuten (1992)

### Recordes na carreira
- Jardas passadas: 29,434 - Matt Hasselbeck (2001–2010)
- Passes para touchdowns: 196 - Russell Wilson (2012–Presente)
- Jardas terrestres: 9,429 - Shaun Alexander (2000–2007)
- Touchdowns terrestres: 100 - Shaun Alexander (2000–2007)
- Recepções: 819 - Steve Largent (1976–1989)
- Jardas recebidas: 13,089 - Steve Largent (1976–1989)
- Passes interceptados: 50 - Dave Brown (1976–1986)
- Field goals: 175 - Stephen Hauschka (2011–2016)
- Pontos: 810 - Norm Johnson (1982–1990)
- Total touchdowns: 112 - Shaun Alexander (2000–2007)
- Média de retorno de punt: 31,0 - Beno Bryant (1994)
- Média de retorno de Kickoff: 31,0 - Louis Clark (1987-1992)
- Sacks: 97,5 - Jacob Green (1980–1991)
- Tackles: 942 - Eugene Robinson (1985–1995)
- Vitórias (treinador): 89 - Pete Carroll (2010–Presente)

## Jogadores

### Elenco Atual
Predefinição:Elenco do Seattle Seahawks

### Números aposentados
| No.  | Jogadores      | Posições | Temporadas    | Anos retirados |
| ---- | -------------- | -------- | ------------- | -------------- |
| 12   | Fãs            |          | 1976–presente | 1984           |
| 45   | Kenny Easley   | SS       | 1981–1987     | 2017           |
| 71   | Walter Jones   | OT       | 1997–2009     | 2010           |
| 80 1 | Steve Largent  | WR       | 1976–1989     | 1996           |
| 96   | Cortez Kennedy | DT       | 1990–2000     | 2012           |

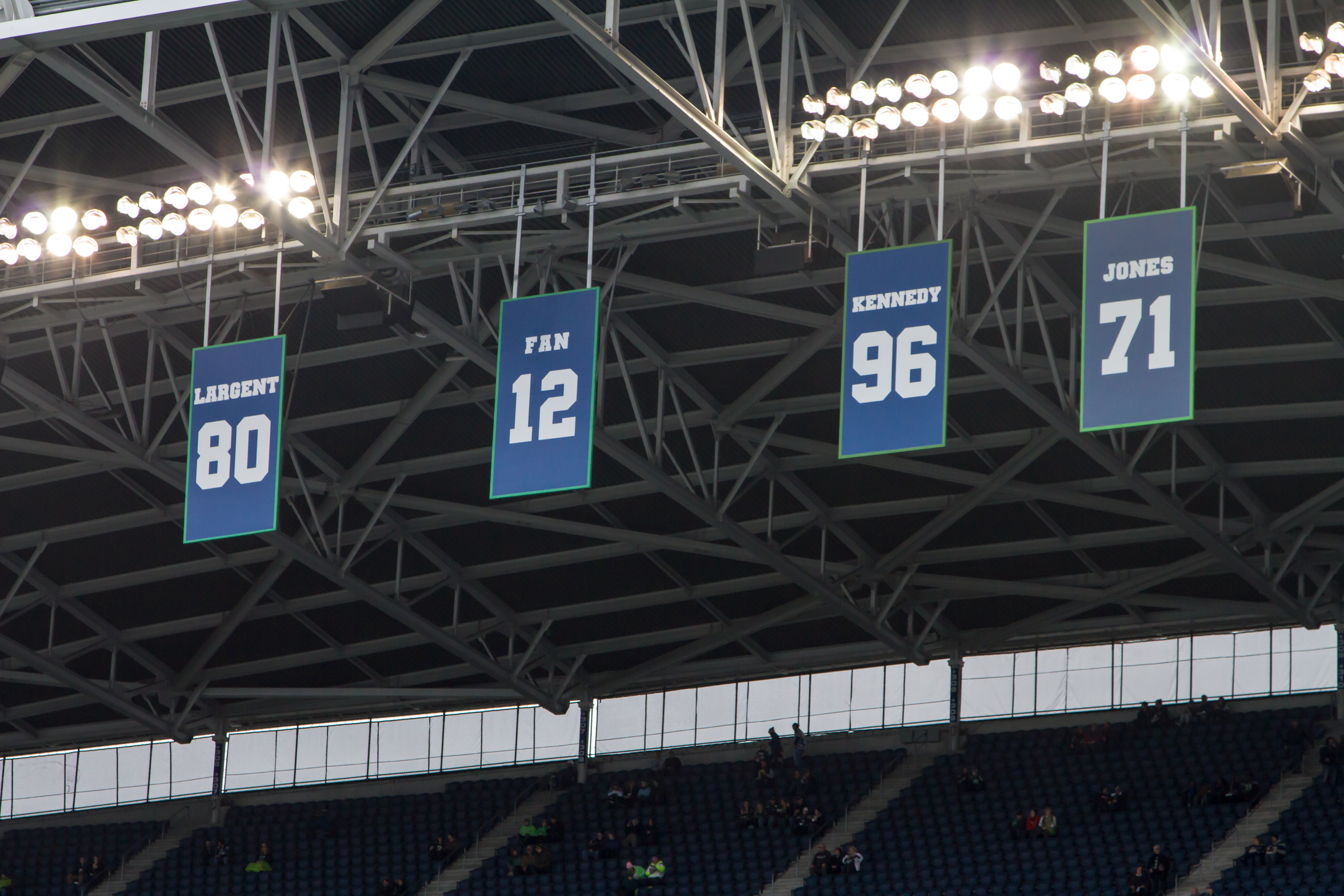
Números aposentados dos Seahawks no Lumen Field.

- 1 Jerry Rice usou a camisa 80 na temporada de 2004 com os Seahawks. Segundo Rice, a equipe ofereceu o número da camisa, com a permissão de Largent.
- Vários outros jogadores e indivíduos relacionados à equipe foram homenageados com a sua entrada no Anel de Honra de Seattle Seahawks.

### Pro Football Hall of Famers
| Seattle Seahawks Pro Football Hall of Famers                          |                |          |            |            |
| No.                                                                   | Anos           | Posições | Temporadas | Introdução |
| 34                                                                    | Franco Harris  | FB       | 1984       | 1990       |
| 80                                                                    | Steve Largent  | WR       | 1976–1989  | 1995       |
| 81                                                                    | Carl Eller     | DE       | 1979       | 2004       |
| 1                                                                     | Warren Moon    | QB       | 1997–1998  | 2006       |
| 93                                                                    | John Randle    | DT       | 2001–2003  | 2010       |
| 80                                                                    | Jerry Rice     | WR       | 2004       | 2010       |
| 96                                                                    | Cortez Kennedy | DT       | 1990–2000  | 2012       |
| 71                                                                    | Walter Jones   | OT       | 1997–2009  | 2014       |
| 45                                                                    | Kenny Easley   | S        | 1981–1987  | 2017       |
| Nomes em negrito passaram toda a sua carreira com os Seattle Seahawks |                |          |            |            |

Nota: Embora Mike McCormack tenha atuado como treinador principal, presidente e gerente geral dos Seahawks, ele é listado apenas no Hall da Fama do Futebol Profissional por suas contribuições como um tackle para o New York Yanks e o Cleveland Browns.

## Líderes de torcida
As líderes de torcida dos Seahawks são chamadas de Garotas do Mar. Durante o período de entressafra, um seleto grupo do Sea Gals e outros líderes de torcida da NFL fazem performances na estrada.

## 12º homem

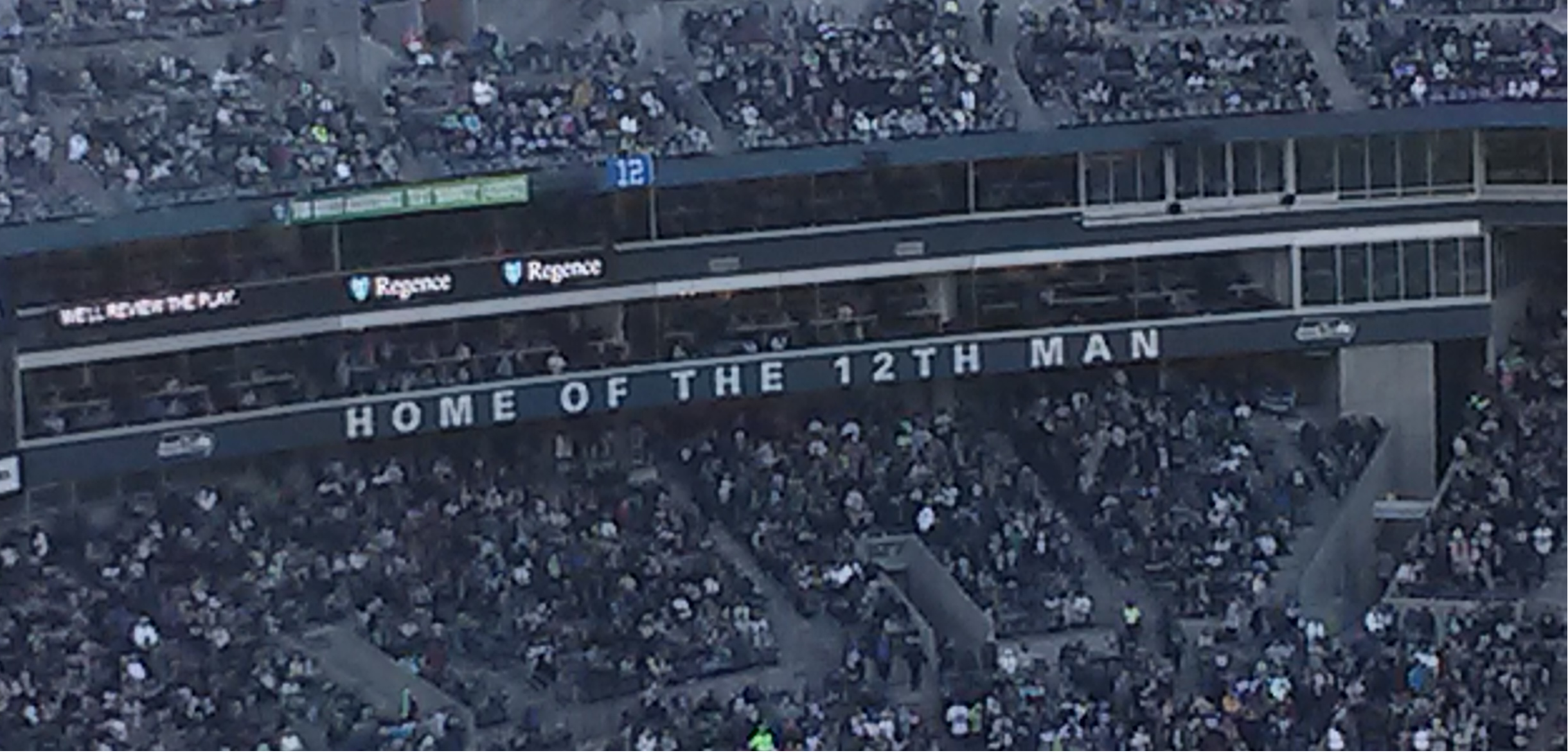
Sinalização "Home of the 12th Man" no Lumen Field em 2013.

O 12º homem (também conhecido como os 12s) refere-se ao apoio dos fãs dos Seahawks. O primeiro estádio da equipe, o Kingdome, foi um dos ambientes mais barulhentos e disruptivos da NFL. Opositores eram conhecidos por praticar com o rock tocando ao máximo para se preparar para os níveis muitas vezes dolorosamente altos em decibéis gerados nos jogos do Kingdome.
Em 2002, os Seahawks começaram a jogar no que hoje é o Lumen Field (antigo CenturyLink Field). Cada temporada regular e jogo de playoff no Lumen Field desde a semana 2 da temporada de 2003 foi jogado para uma multidão. Como o Kingdome antes dele, o Lumen Field é um dos estádios mais barulhentos da liga. Os decks e assentos parciais do estádio prendem e amplificam o ruído e o refletem de volta ao campo. Esse ruído causou problemas para as equipes adversárias, levando-os a cometer várias penalidades. De 2002 a 2012, houve 143 penalidades em equipes visitantes em Seattle, perdendo apenas para o Minnesota Vikings.

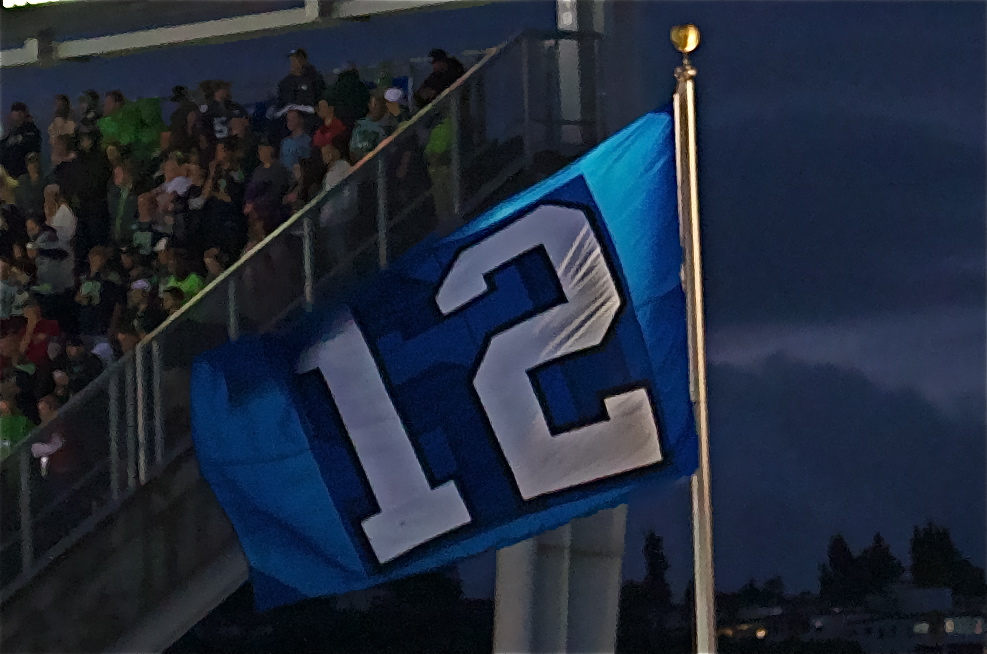
Uma bandeira gigante # 12 do Seattle Seahawks

Os fãs dos Seahawks marcaram o Recorde Mundial do Guinness pelo maior barulho de platéia em um evento esportivo, primeiro em 15 de setembro de 2013, registrando 136,6 dB durante um jogo contra o San Francisco 49ers e novamente em 2 de dezembro de 2013, durante um jogo contra o New Orleans Saints, com 137,6 dB. Em 29 de setembro de 2014, o recorde de 142,2 dB é realizado no Arrowhead Stadium por fãs dos Kansas City Chiefs.

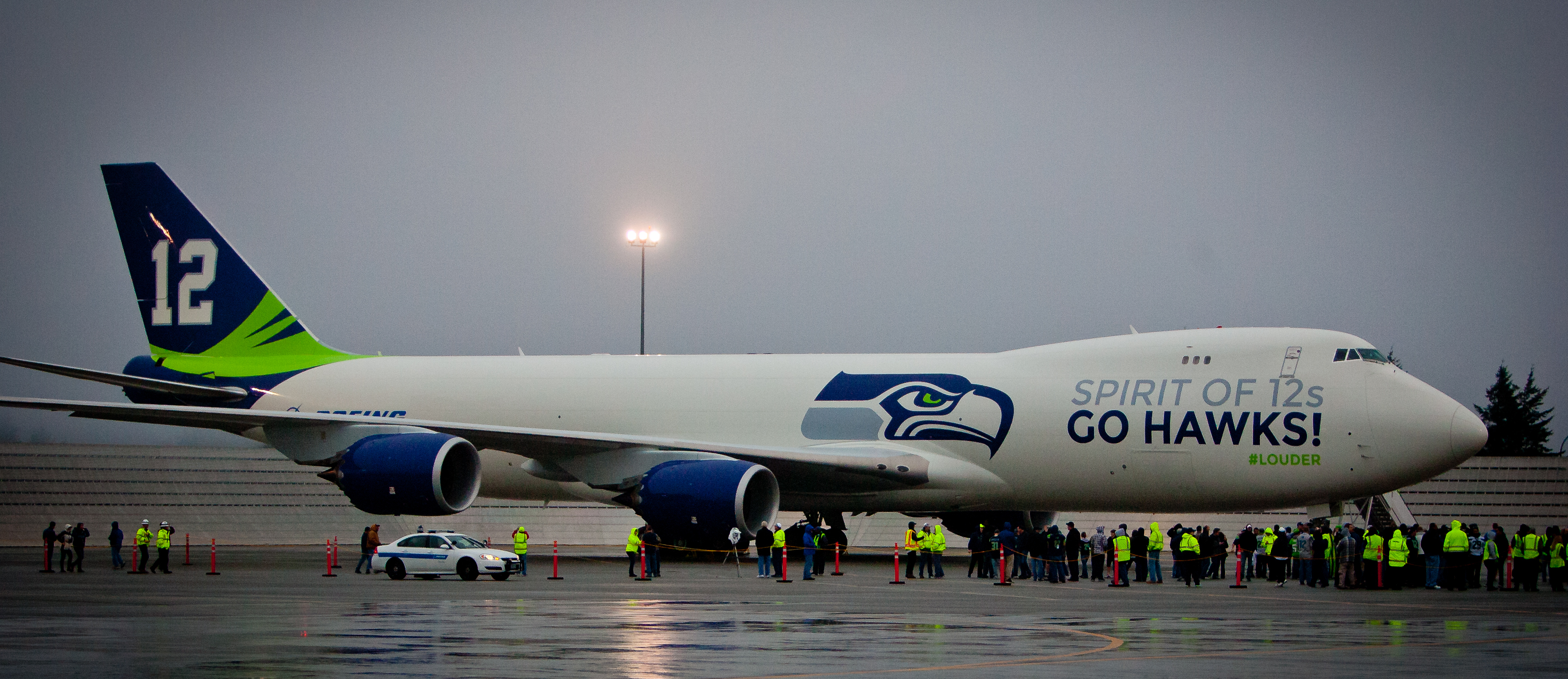
Um Boeing 747-8F pintado com o 12o uniforme na viagem para o Super Bowl.

Antes do início de cada jogo em casa, os Seahawks saúdam seus torcedores levantando uma bandeira gigante com o número 12 na extremidade sul do estádio. Jogadores atuais e antigos, treinadores, celebridades locais, fãs proeminentes, atletas da área de Seattle e o atual proprietário, Paul Allen, ergueram a bandeira. Mais cedo, os Seahawks aposentaram a camisa 12 em 15 de dezembro de 1984 como uma homenagem aos seus fãs. Antes da vitória no Super Bowl, os Seahawks correram para o campo sob uma gigantesca bandeira do 12º Homem.
Em setembro de 1990, Texas A&M registrou, e mais tarde foi concedida, um pedido de registro para o termo "12º Homem", baseado no uso contínuo do termo desde a década de 1920. Em janeiro de 2006, Texas A&M moveu uma ação contra o Seattle Seahawks para proteger a marca e, em maio de 2006, a disputa foi resolvida fora do tribunal. No acordo, que expirou em 2016, a Texas A&M autorizou os Seahawks a continuar usando a frase, em troca de uma taxa de licenciamento, reconhecimento público da marca registrada, uma restrição no uso do termo para sete estados no Noroeste dos Estados Unidos e uma proibição de vender qualquer mercadoria do "12º Homem". Quando o contrato expirou, os Seahawks puderam continuar usando o número "12", mas não puderam mais usar a frase "12th Man". Em agosto de 2015, os Seahawks decidiram abandonar a sinalização do termo "12th Man" e passaram a se referir a seus fãs como "12s".

## Tradições
A partir da temporada de 1998, Blitz tem sido o mascote oficial dos Seahawks. Nas temporadas de 2003 e 2004, um gavião chamado Faith voaria pelo estádio pouco antes da equipe sair do túnel. No entanto, por causa de seu tamanho relativamente pequeno e da incapacidade de ser treinado para levar a equipe para fora de um túnel, Faith foi substituída por um falcão de augur chamado Taima antes do início da temporada de 2005. Taima começou a liderar a equipe para fora do túnel em setembro de 2006.
A partir de 2004, os Seahawks introduziram sua linha de bateria, o Blue Thunder. O grupo toca em todos os jogos em casa, bem como em mais de 100 eventos na comunidade de Seattle.

## Donos
- Família Nordstrom: 1976–1988
- Ken Behring & Ken Hofmann: 1988–1996
- Paul Allen: 1997–2018

## Rádio e televisão
A partir de 2017, a principal estação dos Seahawks é a KIRO (AM) 710 kHz - KIRO-FM 97,3 MHz. Os jogos são ouvidos em 47 estações em cinco estados do oeste e no Canadá. A Microsoft detém os direitos de nomenclatura para as transmissões de seu mecanismo de pesquisa na web sob o nome de "Bing Radio Network". Os locutores atuais são os ex-jogadores dos Seahawks, Steve Raible e Warren Moon.
Os jogos de pré-temporada não mostrados nas redes nacionais são transmitidos pela Seahawks Broadcasting e transmitidos pela KING-TV, canal 5. A Seahawks Broadcasting é a unidade de produção e distribuição interna para o Seattle Seahawks. Desde a temporada de 2012, a KCPQ-TV, que exibe a maior parte dos jogos da temporada regular do Seahawks (como afiliada da Seattle-Tacoma), é a parceira de televisão da equipe.